# Thomas N'Kono
Thomas N'Kono (Dizangue, 20 de julho de 1955) é um ex-futebolista camaronês que atuava como goleiro. Teve destacada passagem pelo Espanyol, clube que defendeu por 9 anos, além de representar a seleção dos Camarões entre 1976 e 1994.

## Carreira
Revelado pelo Éclair Douala, N'Kono despontou para o futebol em 1974, ao dezoito anos de idade, quando jogava no Canon Yaoundé. Um ano depois, foi para o rival Tonnerre, passagem essa que durou apenas uma temporada, retornando ao Canon em 1976. Até 1982, foi titular incontestável dos Kpa-Kum. Em 1979, foi agraciado com o prêmio de melhor jogador da África, sendo o primeiro goleiro a fazê-lo. Repetiu a dose em 1982, ano em que disputou a primeira de suas 3 Copas.
As atuações de N'Kono, embora não tivessem evitado a eliminação camaronesa na primeira fase (perdeu a vaga no saldo de gols), despertaram o interesse do Espanyol de Barcelona, que assegurou sua contratação após a competição. Foram oito anos como titular da equipe catalã, tendo como características destacadas a segurança e agilidade debaixo das traves, e também por jogar sempre de calças compridas. Ele deteve também um recorde pessoal ao não levar gol durante 496 minutos.
Sem espaço no Espanyol após a contratação do hispano-brasileiro Vicente Biurrun, N'Kono deixou o clube em 1991, mas continuou na Catalunha, atuando por duas equipes de pequena expressão; no Sabadell, jogou 70 partidas entre 1991 e 1993, e pelo Centre d'Esports L'Hospitalet, disputou 20 jogos na temporada 1993-94.
Contratado pelo Bolívar em 1994, N'Kono jogaria 92 partidas pela Academía, antes de encerrar sua carreira de jogador três anos depois, aos 40 anos de idade, com mais um recorde: o de goleiro com mais tempo sem levar gols: na temporada 1995, foram 761 minutos de invencibilidade no gol do Bolívar, superando Jorge Battaglia (que também defendeu o clube de La Paz), que havia permanecido 694 minutos sem ser vazado.

### Seleção Camaronesa
A estreia de "Tommy" (apelido do ex-goleiro) com a camisa dos Leões indomáveis deu-se em 1976, aos 20 anos. Em alta após a premiação de melhor jogador africano em 1982, foi convocado para defender Camarões em sua primeira Copa, a de 1982. Dois anos mais tarde, conquistou o único título com a seleção, na Copa Africana de Nações.
Embora os Leões não tivessem conseguido obter classificação para a Copa de 1986, N'Kono e os Camarões se consagrariam três anos mais tarde, ao se qualificarem à fase de grupos da Copa de 1990.
A Seleção chegou às quartas-de-final, vendendo cara uma derrota por 3 a 2 para a Inglaterra, após chegarem a estar vencendo por 2 a 1, sofrendo a virada após dois pênaltis, convertidos pelo artilheiro inglês Gary Lineker. O ciclo de N'Kono com a Seleção Camaronesa parecia chegar ao final, quando Henri Michel deu uma nova chance ao veterano goleiro, que aos 37 anos de idade e em excelente forma física, foi agraciado com a convocação para a Copa de 1994. Quando N'Kono parecia estar pronto para disputar o terceiro Mundial como titular, Michel preferiu dar uma oportunidade ao também veterano Joseph-Antoine Bell (ironicamente, reserva de N'Kono nas últimas duas Copas), que era o mais velho dos 3 goleiros convocados - tinha 39 anos na época, e já encontrava-se em final de carreira.
A escolha de Michel não foi das mais satisfatórias: com Bell, os Leões venciam a Suécia por 2 a 1 até os 29 minutos do segundo tempo, quando Martin Dahlin empatou para os suecos. Contra o Brasil, os Camarões sucumbiram aos futuros tetracampeões mundiais com uma derrota por 3 a 0.
N'Kono ainda tinha esperanças de jogar a partida contra a Rússia, depois que Michel, decepcionado com a fraca atuação de Bell contra Suécia e Brasil, resolveu sacá-lo do gol camaronês. Mas o francês não quis presenteá-lo com uma última partida internacional, dando uma chance ao segundo reserva, Jacques Songo'o. No entanto, o então jogador do Metz teve um desempenho pior que Bell: levou seis gols da Rússia (cinco marcados por Oleg Salenko, artilheiro da Copa juntamente com Hristo Stoichkov), e ainda levou um cartão amarelo. De forma nada brilhante, a carreira internacional de N'Kono chegara ao seu término. Em 18 anos, foram 112 partidas com a camisa dos Leões indomáveis.

## Pós-aposentadoria
Com a carreira de jogador encerrada, N'Kono passou a ser treinador de goleiros da seleção camaronesa, tendo trabalhado até 2003. Em 2002, envolveu-se numa polêmica: na semifinal da Copa Africana de Nações daquele ano, entre Camarões e Mali, o ex-goleiro foi acusado de praticar magia negra e foi preso.
Voltaria ao Espanyol em 2003, também como treinador de goleiros, função que exerceria até 2009, em paralelo com a seleção dos Camarões. Na segunda passagem pela comissão técnica dos Leões, foi auxiliar-técnico entre 2007 e 2009, quando teve sua primeira experiência como treinador no mesmo ano, após a demissão do alemão Otto Pfister. Em julho do mesmo ano, regressaria ao Espanyol, novamente para ser o preparador de goleiros da agremiação, função que exerce até hoje.

## A homenagem de Buffon
O goleiro italiano Gianluigi Buffon declarou que decidiu ser goleiro após acompanhar as atuações de N'Kono na Copa de 1990. Anos mais tarde, o arqueiro italiano batizou seu filho como Thomas, em homenagem ao camaronês.

## Títulos
Canon Yaoundé
- Campeonato Camaronês: 1974, 1977, 1979, 1980 e 1982
- Copas dos Campeões da África: 1978 e 1980

Camarões
- Copa Africana de Nações: 1984

Bolivar
- Campeonato Boliviano: 1996 e 1997

### Individual
- Duas vezes eleito o melhor jogador da África no ano
- Premiado com a Bola de Ouro africana em 1979 e em 1982.